# الحوزية (سرقسطة)
الحَوْزِيَّة أو (نقحرة: الفوسيا) هي بلدية في مقاطعة سرقسطة، في منطقة أرغون في إسبانيا.